# Mahdi Kámel
Mahdi Kámel Seltág (arabul: مهدي كامل شلتاغ; Bagdad, 1995. január 6. –) iraki válogatott labdarúgó, az As-Surta középpályása.

## Pályafutása

### A válogatottban
Az iraki ifjúsági (U19-es) válogatott tagjaként a 2012-es ázsiai ifjúsági bajnokság ezüstérmese. 2013-ban részt vett a 2013-as U20-as világbajnokságon, mind a hét mérkőzésen pályára lépett, és egy gólt szerzett a Chile elleni csoportkörben.
2013-ban az ifjúsági (U23) válogatott tagjaként megnyerte az Ázsia-bajnokságot. 2014-ben ugyanennek a csapatnak a tagjaként részt vett az Ázsia-játékokon, és bronzérmet szerzett, mind a hét mérkőzésen pályára lépve. 2016-ban bronzérmet nyert a következő Ázsiai ifjúsági bajnokságon.
2013. augusztus 14-én mutatkozott be az  iraki válogatottban a Chile elleni mérkőzésen.

## Sikerei, díjai

### A válogatottal
Irak U-20
- U19-es Ázsia-bajnokság ezüstérmes: 2012
- U20-as világbajnokság 4. hely: 2013

Irak U-23
- U23-as Ázsia-bajnokság: 2014

Irak
- Ázsia-kupa 4. hely: 2015